# Kabinett Savage

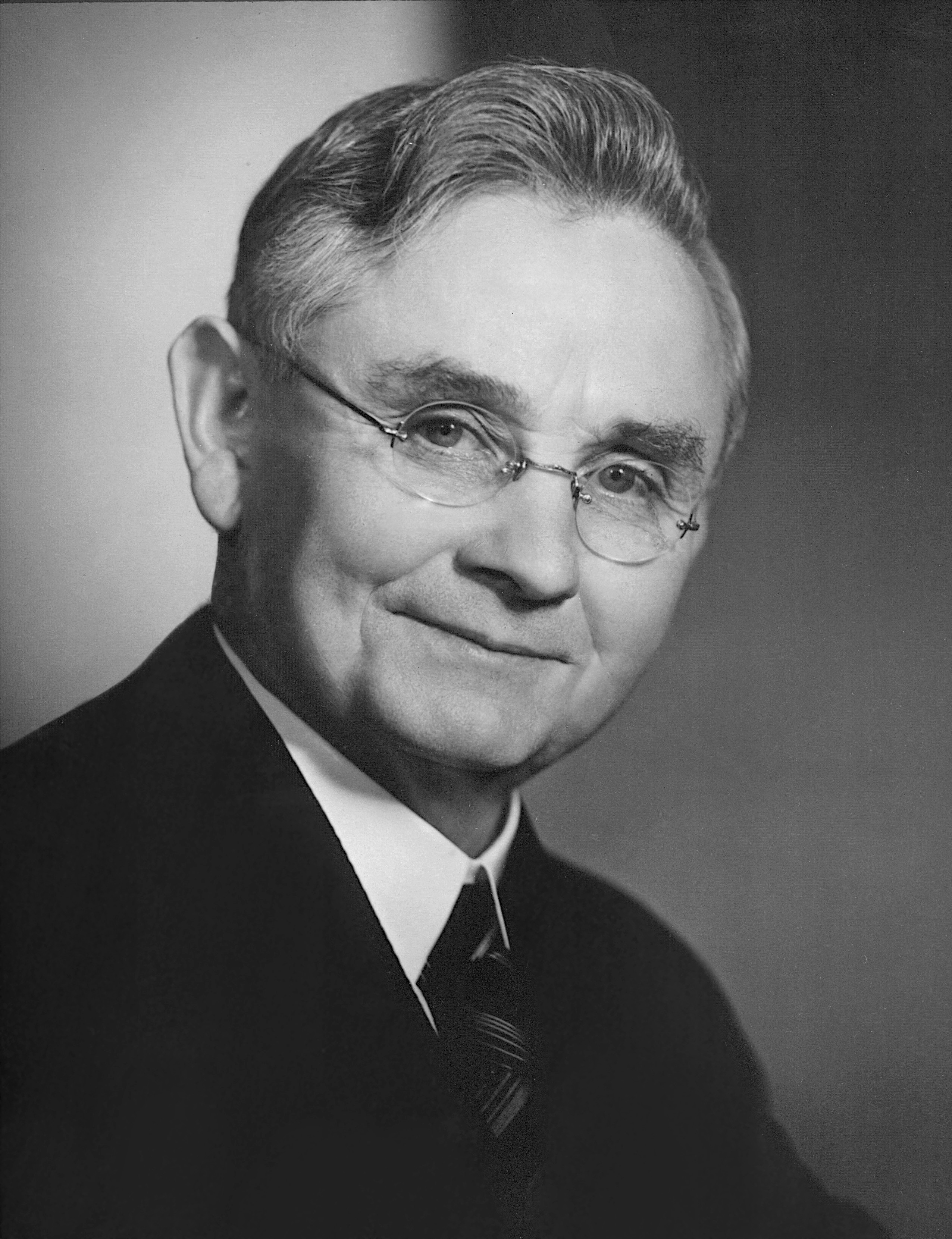
Premierminister Michael Joseph Savage (1930er Jahre)

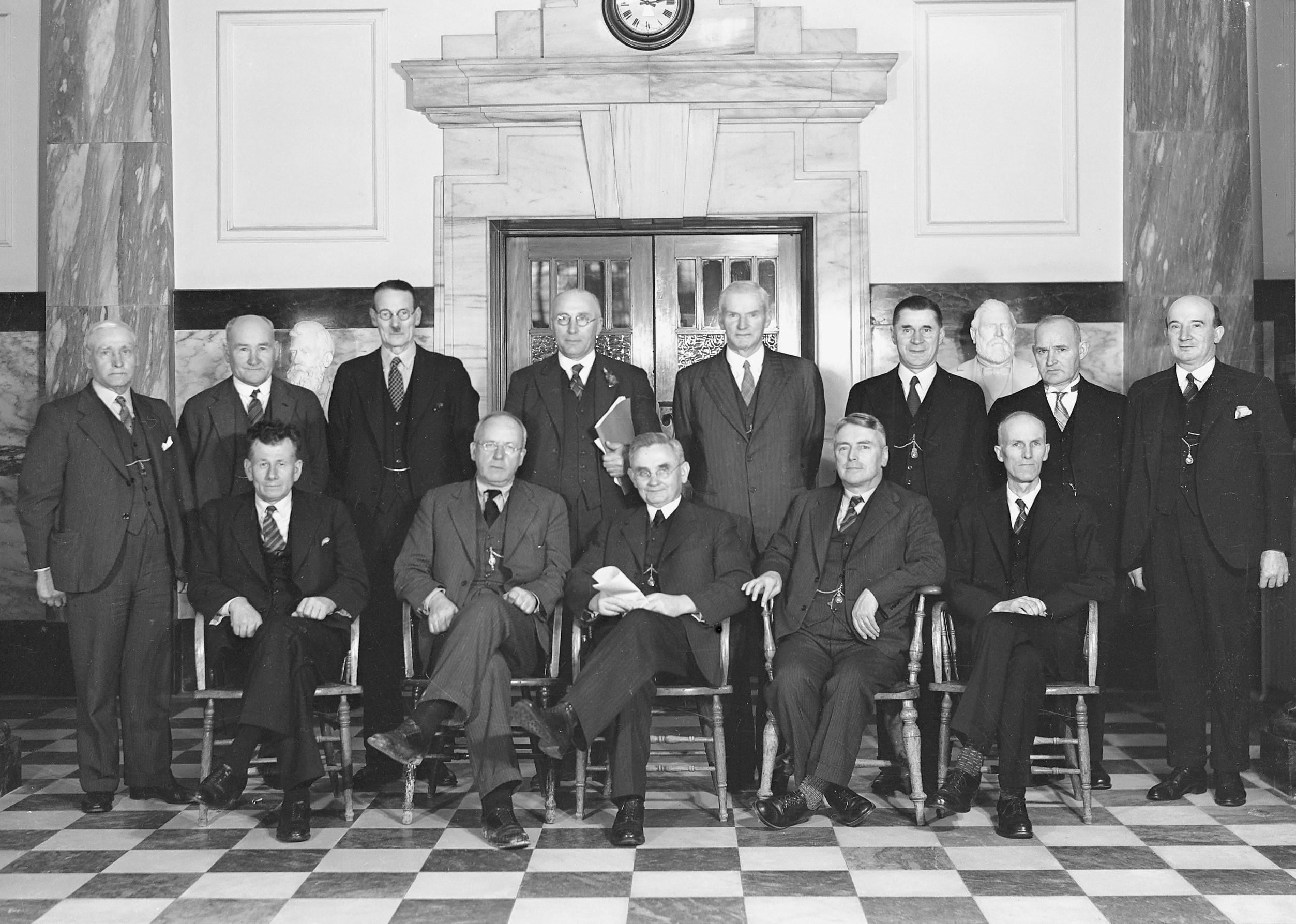
Premierminister Savage (sitzend Mitte) mit seinem Kabinett 1935

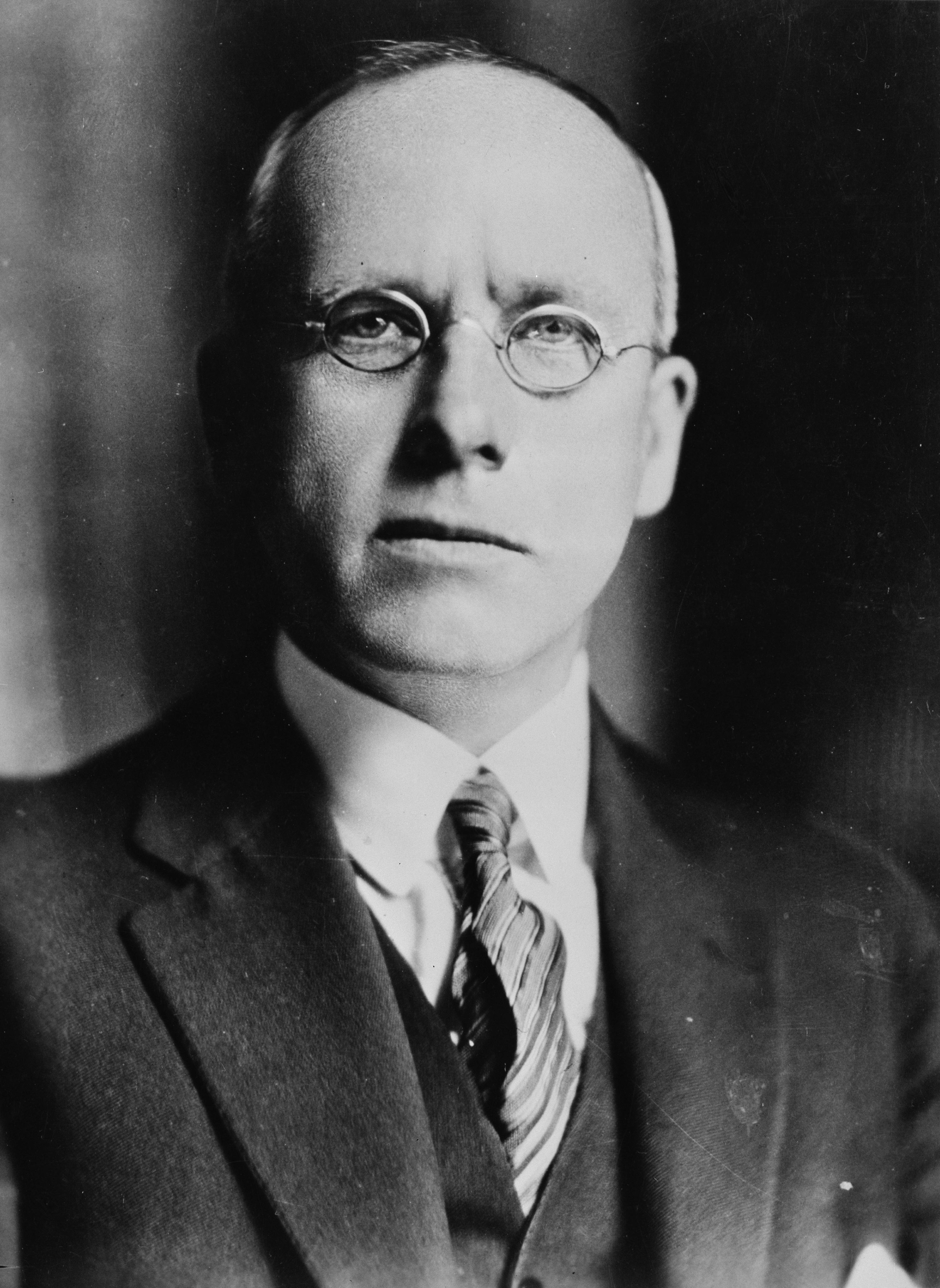
Peter Fraser übernahm am 27. März 1940 das Amt des Premierministers als Nachfolger des verstorbenen Michael Joseph Savage

Das Kabinett Savage wurde in Neuseeland am 6. Dezember 1935 durch Premierminister Michael Joseph Savage von der New Zealand Labour Party gebildet und löste das Kabinett Forbes II ab. Es befand sich bis zum Tode von Savage am 27. März 1940 im Amt und wurde dann durch das Kabinett Fraser I abgelöst. Das Kabinett Savage war die erste Regierung der Labour Party in der Geschichte Neuseelands.
Savages bislang oppositionelle Labour Party gewann die Wahlen am 26./27. November 1935 mit 45,73 Prozent gewonnen und konnte 53 der 80 Abgeordneten im Repräsentantenhaus stellen. Die bislang regierende United Party von Premierminister George William Forbes trat zusammen mit der Reform Party an und kam auf 33,48 Prozent, stellte aber nur noch 16 Abgeordnete. Bei den Wahlen am 14./15. Oktober 1938 wurde die Labour Party bestätigt und kam auf 55,80 Prozent sowie weiterhin 53 Abgeordnete. Die New Zealand National Party, die 1936 aus dem Zusammenschluss von Reform Party und United Party entstanden war, erreichte mit ihrem Spitzenkandidaten Adam Hamilton 40,3 Prozent und stellte nunmehr 25 Mitglieder des Repräsentantenhauses.
Nach dem Tode von Savage übernahm der bisherige Minister für Gesundheit, Bildung und Marine Peter Fraser am 27. März 1940 das Amt des Premierministers und bildete am 30. April 1940 sein erstes Kabinett.

## Minister
Dem Kabinett gehörten folgende Minister an:
| Amt                                                                          | Name                               | Beginn der Amtszeit               | Ende der Amtszeit               |
| ---------------------------------------------------------------------------- | ---------------------------------- | --------------------------------- | ------------------------------- |
| Premierminister                                                              | Michael Joseph Savage Peter Fraser | 6. Dezember 1935 27. März 1940    | 27. März 1940 30. April 1940    |
| Außenminister und Minister für die Cookinseln                                | Michael Joseph Savage              | 6. Dezember 1935                  | 27. März 1940                   |
| Minister of Native Affairs und Rundfunkminister                              | Michael Joseph Savage              | 6. Dezember 1935                  | 27. März 1940                   |
| Minister für Finanzen, Zölle und Vermarktung                                 | Walter Nash                        | 6. Dezember 1935                  | 30. April 1940                  |
| Minister für soziale Sicherheit                                              | Walter Nash                        | 1. Januar 1938                    | 30. April 1940                  |
| Minister für Ländereien                                                      | Frank Langstone                    | 6. Dezember 1935                  | 30. April 1940                  |
| Generalstaatsanwalt und Justizminister                                       | Rex Mason                          | 6. Dezember 1935                  | 30. April 1940                  |
| Minister für Gesundheit, Bildung und Marine                                  | Peter Fraser                       | 6. Dezember 1935                  | 30. April 1940                  |
| Minister für Industrie und Eisenbahnen                                       | Dan Sullivan                       | 6. Dezember 1935                  | 30. April 1940                  |
| Innenminister und Minister für Pensionen                                     | Bill Parry                         | 6. Dezember 1935                  | 30. April 1940                  |
| Generalpostmeister und Verteidigungsminister                                 | Fred Jones                         | 6. Dezember 1935                  | 30. April 1940                  |
| Landwirtschaftsminister                                                      | Lee Martin                         | 6. Dezember 1935                  | 30. April 1940                  |
| Minister für öffentliche Arbeiten und Transport                              | Bob Semple                         | 6. Dezember 1935                  | 30. April 1940                  |
| Minister für Arbeit und Beschäftigung Seit 1. Dezember 1938: Arbeitsminister | Tim Armstrong Paddy Webb           | 6. Dezember 1935 1. Dezember 1938 | 1. Dezember 1938 30. April 1940 |
| Einwanderungsminister                                                        | Tim Armstrong                      | 6. Dezember 1935                  | 30. April 1940                  |
| Bergbauminister                                                              | Paddy Webb                         | 6. Dezember 1935                  | 30. April 1940                  |
| Minister ohne Geschäftsbereich                                               | Mark Fagan                         | 6. Dezember 1935                  | 18. Juli 1939                   |